# جپنیز برک‌فست
جَپِنیز برک‌فست (انگلیسی: Japanese Breakfast) گروه موسیقی ایندی پاپ آمریکایی است که در سال ۲۰۱۳ در فیلادلفیا، ایالات متحده شکل گرفت. رهبری این پروژه بر عهدهٔ میشل زاونر است که خواننده، گیتاریست و ترانه‌سرای اصلی گروه به‌شمار می‌آید. در ترکیب فعلی گروه، پیتر بردلی (گیتار)، دِوِن کریگ (گیتار بیس) و کریگ هندریکس (درام، کیبورد، همخوان) از اعضای باسابقهٔ گروه هستند. همچنین از سال ۲۰۲۱، لورن بابا (ویولن) و آدام شَتس (ساکسوفون) نیز به گروه پیوسته‌اند.
زاونر این گروه را در سال ۲۰۱۳ به‌عنوان یک پروژهٔ جانبی آغاز کرد؛ در آن زمان، او رهبر گروه ایموی مستقر در فیلادلفیا با نام لیتل بیگ لیگ بود. او گفته است که نام «جپنیز برک‌فست» را پس از دیدن یک GIF از یک صبحانهٔ ژاپنی انتخاب کرده است. زاونر معتقد بود که این عبارت برای آمریکایی‌ها «غریب» و جلب توجه کننده است و دیگران را به فکر وامی‌دارد که یک «صبحانهٔ ژاپنی» شامل چه چیزهایی می‌شود.
در سال ۲۰۱۴، زاونر برای مراقبت از مادر بیمارش به زادگاهش، یوجین، اورگن بازگشت. او همچنان به نوشتن و ضبط موسیقی ادامه داد؛ ابتدا برای کنار آمدن با استرس، و پس از درگذشت مادرش، برای ابراز سوگ و اندوه. این ترانه‌ها در نهایت به نخستین آلبوم استودیویی گروه با عنوان سایکوپامپ (منتشرشده در سال ۲۰۱۶ توسط شرکت یلو کی رکوردز) تبدیل شدند. موفقیت هنری و تجاری این آلبوم باعث شد که جپنیز برک‌فست با شرکت نشر موسیقی دد اوشنز قرارداد امضا کند؛ شرکتی که آلبوم‌های دوم و سوم گروه را منتشر کرد: صداهای ملایم از سیاره‌ای دیگر (۲۰۱۷) و جوبیلی (۲۰۲۱). آلبوم جوبیلی در شصت و چهارمین دوره جوایز گرمی نامزد دریافت جایزهٔ بهترین آلبوم موسیقی آلترناتیو شد و خود گروه نیز در بخش بهترین هنرمند جدید نامزد گردید. این آلبوم همچنین نخستین اثر گروه بود که وارد جدول بیلبورد ۲۰۰ شد و در رتبهٔ ۵۶ قرار گرفت. چهارمین آلبوم استودیویی این گروه با عنوان برای سبزه‌های افسرده (و زنان غمگین) در سال ۲۰۲۵ منتشر شد.